# Mucii
Légende :
♦Patricien, ♦Plébéien, ♦Consulaire, ♦Sénatorial, ♦Équestre
Gens et Liste des gentes romaines
Les Mucii sont une gens plébéienne de Rome, dont les membres portaient le surnom de Scævola en mémoire du guerrier Scævola. Elle est célèbre surtout par les habiles jurisconsultes qu'elle produisit.

## Origine
Le premier des Mucii à apparaître dans l'histoire est Caius Mucius Scaevola, un jeune homme à l'origine de la République romaine. Selon la légende, il se portera volontaire pour infiltrer le camp de Lars Porsena, le roi de Clusium, qui assiégea Rome vers  508 avant JC, et qui aurait en fait capturé et détenu la ville pendant un certain temps. Mucius, armé d'un poignard, tenta d'assassiner Porsena, mais peu familier avec le costume étrusque, il prit le secrétaire du roi pour le roi et fut capturé.
Amené devant le roi, Mucius déclara qu'il n'était qu'un des trois cents Romains qui avaient juré d'accomplir cette mission, sous peine de mourir. En guise de démonstration de courage, on raconte qu'il mit sa main droite dans un brasier et resta silencieux pendant qu'il brûlait. Porsena fut tellement impressionné par son courage et son endurance que Mucius fut libéré, et certaines traditions prétendaient que Porsena retira son armée par crainte de la menace d'assassinat inventée par le jeune Romain.
À une époque, on supposait que tout Romain important durant cette période devait être un patricien, et que les Mucii devaient donc être une gens patricienne qui fut plus tard supplantée par ses descendants plébéiens. Mais en supposant que l'assassin potentiel était une personne réelle, tous les autres Mucii connus dans l'histoire semblent avoir été des plébéiens, ce qui suggère qu'il n'y a peut-être jamais eu de famille patricienne de ce nom.

## Cognomen
Les Mucii portait le cognomen de Scaevola. Ce nom aurait été acquis par Gaius Mucius, qui a perdu l'usage de sa main droite à la suite de son attentat contre Lars Porsena, et qui a ensuite été appelé Scaevola car il ne lui restait que la main gauche. Le cognomen similaire, Scaeva, qui apparaît dans d'autres gens, y compris chez les Junii, est généralement supposé signifier « gaucher », et Scaevola pourrait être une forme diminutive ; mais dans l'usage courant, scaevola faisait référence à une amulette.

## Membres

### Sous la République
- Caius Mucius Cordus (Scævola), hero en -507;
- Publius Mucius Scaevola, tribun en 486 av. J.-C.
- Quintus Mucius Orestinus, tribun de la plèbe en 64 av. J.-C.

#### Mucii Scaevola
- Publius Mucius Scaevola, (v.-285 - ?);
  - Quintus Mucius Scaevola, (v.-260 - -209), préteur en Sardaigne en -215;
    - Publius Quintus Scaevola, (v.-220 - ap.-169), préteur urbain en -179, consul en -175;
      - Publius Mucius Scaevola, (v.-180 - v.-115), tribun de la plèbe en -141, préteur en -136, consul en -133[b 1];
        - Quintus Mucius Scaevola, (v.-140 - -82), tribun de la plèbe en -106, proconsul d'Asie, consul en -95, pontifex maximus;
          - Quintus Mucius Scaevola, (v.-115 - ap.v.-98);
            - ? Quintus Mucius Scaevola, (v.-85 - ap.-49), tribun de la plèbe en -54, légat, augure;
              - ? Caius (Mucius) Scaevola, (v.-55 - ap.-17), Quindecemvir suffecti[b 2];
                - Caius Mucius Scaevola, (v.-30 - ?), jeune noble;

          - Publius Mucius Scaevola Cordus, (v.-100 - v.-60/59), pontife;
            - Publius Mucius Scaevola Cordus, (v.-80 - ap.-59);

          - Mucia Tertia, (v.-95 - ap.-31), épouse de Pompée puis de Marcus Aemilius Scaurus;

      - Publius Licinius Crassus Dives Mucianus, (v.-180 - -130), consul en -131, fils adoptif de Publius Licinius Crassus Dives;
        - Voir les Licinii Crassi

    - Quintus Mucius Scaevola, (v.-215 - ap.-171), consul en -174;
      - Quintus Mucius Scaevola, (v.-174 - -89/8), consul en -117, augure[a 2];
        - Mucia, (v.-140 - ?), épouse de Manius Acilius Glabrio;
        - Mucia, (v.135 - ?), épouse de Lucius Licinius Crassus;

### Sous le Principat
- Titus Mucius Clemens, préfet de cohorte équestre, procurateur en Egypte, praefectus castrorum en 70;
- Publius Mucius Verus, chevalier romain, tribun de la Legio III Gallica en 210/11[b 3].

## Source
Cet article comprend des extraits du Dictionnaire Bouillet. Il est possible de supprimer cette indication, si le texte reflète le savoir actuel sur ce thème, si les sources sont citées, s'il satisfait aux exigences linguistiques actuelles et s'il ne contient pas de propos qui vont à l'encontre des règles de neutralité de Wikipédia.